# Espressionismo tedesco (pittura)
L'espressionismo tedesco deve la sua origine principalmente alla fondazione del movimento Die Brücke ("il ponte"). Lo scopo dei fondatori di questo movimento  è quello di gettare un ponte tra la pittura classica neoromantica e un nuovo stile che si definirà in seguito come "espressionismo".
L'espressionismo tedesco è un movimento caratterizzato dalla ricerca del soggettivo nella realtà che li circonda. Le metropoli, la vita di strada, il circo, stimolano riflessioni sulla solitudine dell'uomo, sull'alienazione dell'individuo, sull'immoralità. Il segno incisivo e la gamma cromatica acida e accentuata divengono tratti distintivi di questo movimento. Gli impressionisti cercavano di fissare un'impressione sulle loro tele, e si dedicavano alla realtà esteriore, l'espressionismo invece si dedica all'emozione, alla sensualità, al raggiungimento di un'espressione efficace, capace di stimolare, impressionare l'osservatore.
Alcuni degli espressionisti guardano alla guerra come alla possibilità di un nuovo ordine sociale. Un conflitto mondiale può essere il colpo di spugna da loro desiderato per far nascere un nuovo stile di vita: si auspica la purificazione dell'Europa, il tramonto di tutte le antiche strutture di potere. Molti artisti, animati da questi principi, si arruolano e combattono al fronte come volontari, ma il risultato è quello di prender coscienza degli orrori della guerra, che li sconvolgono al punto di portarli in qualche caso a smettere di dipingere. In altri casi, la guerra diventa contemporaneamente fonte di ispirazione, incubo, ossessione.
Tra gli esponenti di spicco del primo espressionismo tedesco si può citare Paula Modersohn-Becker (1876-1907); altra pittrice espressionista di spicco fu Gabriele Münter.

## Caratteri e temi
L'espressionismo tedesco è un movimento caratterizzato dalla ricerca del soggettivo nella realtà che li circonda. Le metropoli, la vita di strada, il circo, stimolano riflessioni sulla solitudine dell'uomo, sull'alienazione dell'individuo, sull'immoralità.
Il segno incisivo (utilizzato ad esempio da Kirchner nel suo "scena di strada berlinese") e la gamma cromatica acida e accentuata divengono tratti distintivi di questo movimento. Gli impressionisti cercavano di fissare un'impressione sulle loro tele, e si dedicavano alla realtà esteriore, l'espressionismo invece si dedica all'emozione, alla sensualità, al raggiungimento di una espressione efficace, capace di stimolare, impressionare, coinvolgere lo spettatore.
La pittura accademica viene abbandonata per favorire la ricerca della pittura volitiva:  la volontà di cambiamento è uno dei principi dell'espressionismo tedesco.
Il movimento denominato Die Brücke (costituitosi a Dresda nel 1905 contemporaneamente  a quello dei Fauves francesi) esprime temi come il disagio esistenziale, l'angoscia, la critica all'ipocrisia della società borghese. Munch ed Ensor sono fonte d'ispirazione per gli esponenti del movimento: da essi si assume l'idea del grido interiore che porta in superficie il dolore degli artisti.
Gli autori del Der Blaue Reiter (Monaco di Baviera, 1911) elaborano il concetto, portandolo ad una svolta: l'espressione interiore diventa il motore fondamentale, tale da portare talvolta al totale rifiuto dalla realtà. Questa visione getta le basi per la nascita dell'astrattismo, del quale Vasilij Kandinskij sarà il padre.

## La Grande Guerra
Alcuni degli espressionisti guardano alla guerra come alla possibilità di un nuovo ordine sociale. Un conflitto mondiale può essere il colpo di spugna da loro desiderato per far nascere un nuovo stile di vita: si auspica la purificazione dell'Europa, il tramonto di tutte le antiche strutture di potere.
Molti artisti, animati da questi principi, si arruolano e combattono al fronte come volontari, ma il risultato è quello di prender coscienza degli orrori della guerra, che li sconvolgono al punto di portarli in qualche caso a smettere di dipingere. In altri casi, la guerra diventa contemporaneamente fonte di ispirazione, incubo, ossessione.
Dopo la guerra l'espressionismo assume connotazioni esasperatamente realistiche, che si spingono fino all'estrema durezza, alla brutalità, alla rappresentazione dell'orripilante. Otto Dix (1891-1969), Max Beckmann (1884-1950) e George Grosz (1893-1959) sono i protagonisti di questa evoluzione.